# Michael Ponti
Michael Ponti (ur. 29 października 1937 we Fryburgu Bryzgowijskim, zm. 17 października 2022 w Garmisch-Partenkirchen) – amerykański pianista.

## Życiorys
Urodził się w Niemczech w rodzinie amerykańskiej, jako dziecko wrócił z rodzicami do Stanów Zjednoczonych. Studiował u Gilmoura McDonalda w Waszyngtonie (1943–1955) i Ericha Flinscha we Frankfurcie nad Menem (1955). W 1964 roku zdobył I nagrodę na międzynarodowym konkursie im. Ferruccio Busoniego w Bolzano. Koncertował w Europie i Stanach Zjednoczonych, w 1979 roku wystąpił na Międzynarodowym Festiwalu Chopinowskim w Dusznikach-Zdroju. Specjalizował się w wykonawstwie mniej znanych lub zapomnianych utworów fortepianowych okresu romantyzmu, przywrócił do repertuaru dzieła takich kompozytorów jak Ferdinand Hiller, Joachim Raff, Hans Bronsart, Carl Reinecke, Adolf von Henselt, Sigismund Thalberg, Henri Herz, Ignaz Moscheles, Xaver Scharwenka czy Maurycy Moszkowski. Dokonał licznych nagrań płytowych dla wytwórni Vox Records, FSM Aulos i Murray Hill.